# Villars-le-Grand

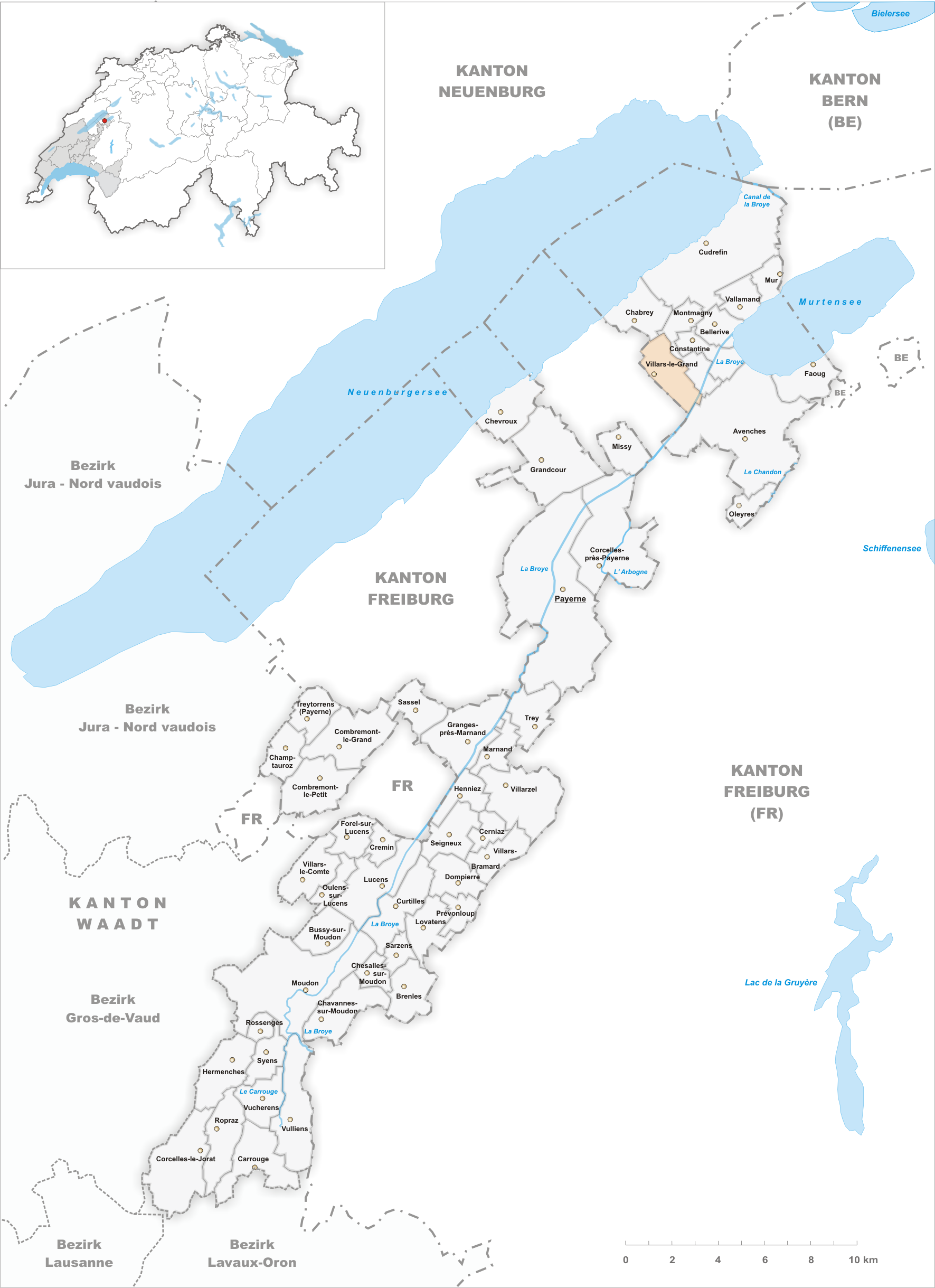
Gemeindestand vor der Fusion am 30. Juni 2011

Villars-le-Grand war eine politische Gemeinde im Distrikt Broye-Vully des Kantons Waadt in der Schweiz. Am 1. Juli 2011 ging Villars-le-Grand in der neuen Gemeinde Vully-les-Lacs auf. Der frühere deutsche Name Grosswiler wird heute nicht mehr verwendet. Villars-le-Grand bildet zusammen mit dem Dorf Les Friques eine Einheit. Die östlich der Dorfstrasse gelegenen Häuser von Les Friques gehören zu Villars-le-Grand, während die westlich gelegenen bis 1991 eine selbständige Gemeinde im Kanton Freiburg bildeten, heute aber nach Saint-Aubin eingemeindet sind.

## Geographie
Villars-le-Grand liegt auf 473 m ü. M., zehn Kilometer nordöstlich des Bezirkshauptortes Payerne (Luftlinie). Das Haufendorf erstreckt sich am Südhang des Höhenrückens zwischen dem Neuenburgersee und der Broyeebene, an aussichtsreicher Lage rund 40 m über der Ebene, im Schweizer Mittelland.
Die Fläche des 4,2 km² grossen Gemeindegebiets umfasst einen Abschnitt der Broyeebene. Der Gemeindeboden erstreckt sich von der kanalisierten Broye nordwärts über die landwirtschaftlich intensiv genutzte Ebene, die auch von der Petite Glâne durchflossen wird, bis auf den angrenzenden breiten Molassehöhenrücken. Auf dem Haut d'Etrey wird mit 520 m ü. M. der höchste Punkt von Villars-le-Grand erreicht. Von der Gemeindefläche entfielen 1997 7 % auf Siedlungen, 3 % auf Wald und Gehölze, 88 % auf Landwirtschaft und etwas weniger als 2 % war unproduktives Land.
Zu Villars-le-Grand gehören der östliche Teil des Dorfes Les Friques sowie einige Einzelhöfe. Nachbargemeinden von Villars-le-Grand waren Chabrey, Montmagny und Avenches im Kanton Waadt sowie Saint-Aubin und Delley-Portalban im Kanton Freiburg.

## Bevölkerung
Mit 282 Einwohnern (Stand 31. Dezember 2010) gehörte Villars-le-Grand zu den kleinen Gemeinden des Kantons Waadt. Von den Bewohnern sind 90,3 % französischsprachig, 8,3 % deutschsprachig und 0,7 % portugiesischsprachig (Stand 2000). Die Bevölkerungszahl von Villars-le-Grand belief sich 1860 auf 424 Einwohner, 1900 noch auf 390 Einwohner. Nachdem die Bevölkerung bis 1980 auf 259 Personen abgenommen hatte, wurde seither wieder eine leichte Bevölkerungszunahme registriert.

## Wirtschaft
Villars-le-Grand war bis in die zweite Hälfte des 20. Jahrhunderts ein vorwiegend durch die Landwirtschaft geprägtes Dorf. Noch heute haben der Ackerbau und der Obstbau eine wichtige Bedeutung in der Erwerbsstruktur der Bevölkerung; früher wurde auch noch Weinbau betrieben. Einige weitere Arbeitsplätze sind im lokalen Kleingewerbe und vor allem im Dienstleistungssektor vorhanden. In den letzten Jahrzehnten hat sich das Dorf dank seiner attraktiven Lage auch zu einer Wohngemeinde entwickelt. Einige Erwerbstätige sind Wegpendler, die in den umliegenden grösseren Ortschaften arbeiten.

## Verkehr
Die Gemeinde ist verkehrstechnisch gut erschlossen. Sie liegt an der Verbindungsstrasse von Avenches nach Cudrefin. Der Autobahnanschluss Avenches an der A1 (Lausanne–Bern) ist rund 4 km vom Ortskern entfernt. Durch einen Postautokurs, der von Avenches nach Cudrefin verkehrt, ist Villars-le-Grand an das Netz des öffentlichen Verkehrs angebunden.

## Geschichte
Das Gemeindegebiet war schon in der Bronzezeit besiedelt und wurde später von einer Römerstrasse durchquert. Die erste urkundliche Erwähnung des Ortes erfolgte im 12. Jahrhundert unter dem Namen Vilario en Williex. 1246 erschien die Bezeichnung Uilar. Bis im 18. Jahrhundert wurde das Dorf auch Villars-en-Vully genannt. Der Ortsname geht auf das spätlateinische Wort villare (Weiler, Gehöft) zurück.
Im Mittelalter war Villars-le-Grand im Besitz des Bischofs von Sion, der seinen Grundbesitz am Mont Vully um 1250 an Peter von Savoyen verkaufte. Seither gehörte das Dorf zur Kastlanei Cudrefin. Mit der Eroberung der Waadt durch Bern im Jahr 1536 gelangte Villars-le-Grand unter die Verwaltung der Vogtei Avenches. Nach dem Zusammenbruch des Ancien Régime wurde das Dorf 1798 während der Helvetik dem Kanton Freiburg angegliedert. Mit der Inkraftsetzung der Mediationsverfassung 1803 wurde Villars-le-Grand zusammen mit dem heutigen Bezirk Avenches als Exklave wieder dem Kanton Waadt zugeteilt.

## Sehenswürdigkeiten
Die heutige reformierte Kirche wurde 1690 an der Stelle der aus dem 14. Jahrhundert stammenden Kapelle Saint-Laurent durch Samuel Jenner erbaut. In den Jahren 1991 und 1992 wurde das Gotteshaus restauriert. Im Ortskern steht ein isolierter Turm, der 1764 als Uhrturm errichtet wurde. Villars-le-Grand besitzt auch ein Herrenhaus, das im Kern auf das Mittelalter zurückgeht, im 17. Jahrhundert aber umgestaltet wurde.